# CoronaVac
CoronaVac, rovněž známá jako vakcína Sinovac proti covidu-19 nebo Vero Cell, je inaktivovaná vakcína proti viru covidu-19 vyvinutá čínskou společností Sinovac Biotech. Klinická testování fáze III proběhla v Brazílii, v Chile, v Indonésii, na Filipínách a v Turecku. Princip výroby vychází z tradičních postupů, podobně jako u jiných vakcín s inaktivovaným virem covid-19, např. u čínské vakcíny Sinopharm BIBP a indické vakcíny Covaxin. Vakcínu CoronaVac není nutné mrazit; jak finální produkt, tak jednotlivé složky pro výrobu vakcíny lze přepravovat při teplotách 2–8 °C, při nichž se skladují i vakcíny proti chřipce.
Vyhodnocení dat desítek milionů Chilanů očkovaných vakcínou CoronaVac zjistilo 66% účinnost proti symptomatickému covidu-19, 88% účinnost proti hospitalizaci, 90% proti přijetí na jednotku intenzivní péče a 86% proti úmrtí. Předběžné výsledky z Brazílie, kde bylo naočkováno 75 % populace Serrany, ukazují, že počet úmrtí klesl o 95 %, počet hospitalizací o 86 % a počet symptomatických případů o 80 %. Data od 128 290 očkovaných zdravotníků v Indonésii prokázala 94% ochranu proti symptomatické infekci, což překonalo výsledky jiných klinických studií.
Klinické hodnocení fáze III, které zahrnovalo 10 218 účastníků z Turecka, zjistilo 84% účinnost vakcíny; výsledky jsou publikovány v časopisu The Lancet. Klinická studie fáze III z Brazílie prokázala 50,7% účinnou ochranu před symptomatickou infekcí a 83,7%. pokud jde o mírné případy vyžadující léčbu. Účinnost proti symptomatickým infekcím vzrostla na 62,3 %, když byl odstup mezi dávkami 21 dnů a více.
CoronaVac se používá v očkovacích kampaních v různých zemích Asie, Jižní Ameriky, Střední Ameriky a východní Evropy. Do dubna 2021 měl Sinovac výrobní kapacitu dvě miliardy dávek ročně. V současné době se vyrábí v několika závodech v Číně a od září 2021 plánuje Sinovac rozšířit výrobu do Brazílie, případně do Egypta a do Maďarska.
Dne 1. června 2021 schválila Světová zdravotnická organizace vakcínu pro nouzové použití. Sinovac podepsal obchodní smlouvy na 380 milionů dávek v rámci programu COVAX. K červenci 2021 byl CoronaVac s 943 miliony dodaných dávek nejrozšířenější vakcínou proti covidu-19 na světě.
Ke 14. říjnu 2021 byl nejvíce podávanou vakcínou proti covidu-19 na celém světě.

## Lékařské použití
Vakcína se podává injekcí do deltového svalu. Úvodní kúra sestává ze dvou dávek. Světová zdravotnická organizace doporučuje odstup 4 týdnů mezi dávkami, přičemž údaje z Chile naznačují, že delší odstup vyvolává silnější imunitní odpověď.
Existuje důvodné podezření, že imunita rychle slábne, takže po počátečním cyklu vzniká nutnost přeočkování.

### Účinnost
V Serraně v Brazílii se správním orgánům podařilo naočkovat dospělé v počtu 45 000 obyvatel, tj. 75 % dospělé populace. Předběžné výsledky ukazují, že po vakcinaci klesl počet úmrtí o 95 %, počet hospitalizací o 86 % a počet symptomatických případů o 80 %. Podle Ricarda Palacia, ředitele Instituto Butantan v São Paulu, „bylo nejdůležitějším výsledkem pochopení, že můžeme pandemii ovládat i bez očkování celé populace“.
V červenci 2021 vědci z chilského Ministerstva zdravotnictví zveřejnili dokument obsahující data z jejich očkovací kampaně. Studie byla provedena mezi 2. únorem a 1. květnem 2021 a zahrnovala 10,2 milionu lidí. Účinnost vakcíny po druhé dávce byla 66 % v ochraně před symptomatickým onemocněním, 88 % před hospitalizací, 90 % před přijetím na jednotku intenzivní péče (JIP), 86 % před úmrtím na covid-19. Účinnost první dávky byla 16 % v ochraně před symptomatickým onemocněním, 37 % před hospitalizací, 45 % před přijetím na JIP, 46 % před úmrtím na covid-19.
Terénní průzkum v Indonésii v květnu 2021 ukázal, že vakcína je vysoce účinná: ochránila 94 % naočkovaných zdravotníků před symptomatickou infekcí, což je nejlepší výsledek všech klinických studií. Z celkového počtu 128 290 zdravotníků v Jakartě zapojených do této studie méně než 1 % očkovaných onemocnělo symptomatickým covidem-19 ve srovnání s více než 8 % neočkovanými. Vakcína snížila riziko hospitalizace a úmrtí naočkovaných zdravotnických pracovníků o 96 % a 98 %.
Uruguay zveřejnila výsledky terénního průzkumu u 795 684 osob, které k 1. červnu 2021 dostaly obě dávky CoronaVac s odstupem delším čtrnácti dnů. V této skupině mělo 8 298 osob pozitivní test, 45 bylo přijato na JIP a 35 zemřelo na covid-19. To ukazuje na 64,52% a 61,47% ochranu před covidem-19 u lidí ve věku 18–49 a 50 let, případně starších; 94,95% a 92,8% účinnost při snižování počtu příjmů na JIP a o 95,35% a 95,2% nižší pravděpodobnost úmrtí. Očkování zdravotníků vedlo k 66% ochraně před onemocněním a 100% ochraně před hospitalizací na JIP a úmrtím.
Předběžné výsledky kontrolní studie případů s negativním výsledkem testu v období od 19. ledna do 13. dubna 2021 v brazilském městě Manaus naznačují, že již po jedné dávce je účinnost vakcíny 35 % proti asymptomatickým infekcím a 50 % proti symptomatickému onemocnění. Jednodávkovou skupinu tvořilo 53 176 zdravotníků. V 66 % vzorků byla zjištěna gama varianta viru. Stejná studie paradoxně zjistila sníženou účinnost proti symptomatickému onemocnění v jiné skupině, která dostala dvě dávky; autoři to připisují rozporuplným proměnným, které vedly k podhodnocení předpokládané účinnosti.
V Chile klesla účinnost vakcíny proti symptomatickým onemocněním z 67 % (měřeno mezi únorem a dubnem 2021) na 58,5 % (začátek července). Z tohoto důvodu začalo Chile 11. srpna jako další dávku podávat vakcínu Oxford–AstraZeneca lidem starším 55 let, kteří byli plně očkovaní CoronaVac před 31. březnem.
V říjnu 2021 Chile publikovalo výsledky rozsáhlé studie s 2 017 878 účastníky; ukázalo se, že přeočkování zvýšilo účinnost proti hospitalizaci z 84 % na 88 % a proti symptomatickému onemocnění z 56 % na 80 %. Největší nárůsty byly pozorovány u přeočkování vakcínou Oxford–AstraZeneca, které omezilo hospitalizaci s 96% účinností a symptomatické onemocnění s 93% účinností.

#### Varianty
Jak je patrno z následujících tabulek, vakcína se obecně považuje za účinnou, pokud je odhad ≥50 % s >30% dolní hranicí 95% intervalu spolehlivosti. Lze očekávat, že účinnost bude postupem času pomalu klesat.
| Dávky | Závažnost onemocnění | Delta         | Gama         |
| ----- | -------------------- | ------------- | ------------ |
| 1     | Bezpříznakové        | neuvedeno     | 16% (15–17%) |
| 1     | Symptomatické        | 14% (60–55%)A | neuvedeno    |
| 1     | Hospitalizace        | neuvedeno     | 27% (25–28%) |
| 2     | Bezpříznakové        | neuvedeno     | 54% (53–55%) |
| 2     | Symptomatické        | 59% (16–82%)A | neuvedeno    |
| 2     | StředníB             | 70% (43–96%)  | neuvedeno    |
| 2     | Hospitalizace        | 100%C         | 73% (72–74%) |

A. Účinnost ze studie s 366 účastníky.
B. Případy pneumonie, horečky a potíží s dechem.
C. Nebyl doložen interval spolehlivosti, takže není možné posoudit přesnost měření.

#### Starší osoby
Od 17. ledna do 29. dubna 2021 proběhla ve státě São Paulo kontrolní studie s 43 774 účastníky ve věku 70 let a více s negativním výsledkem testu. Z celkového počtu odebraných genotypových izolátů tvořila 86 % gama varianta viru. Studie prokázala po podání obou dávek 47% účinnost proti symptomatickému onemocnění, 56% proti hospitalizaci a 61% proti úmrtí. Po jedné dávce byla účinnost proti symptomatickému onemocnění pouze 13 %, proti hospitalizaci 17 % a proti smrti 31 %, což svědčí o důležitosti podání druhé dávky. Studie také zjistila, že účinnost proti symptomatickému onemocnění klesá s rostoucím věkem:
| Závažnost onemocnění | Věk 70–74    | Věk 75–79    | Věk ≥80      |
| -------------------- | ------------ | ------------ | ------------ |
| Symptomatické        | 59% (44–70%) | 56% (43–66%) | 33% (17–46%) |
| Hospitalizace        | 78% (63–87%) | 67% (52–77%) | 39% (21–53%) |
| Smrt                 | 84% (59–94%) | 78% (59–88%) | 44% (20–61%) |

V Brazílii proběhla od 18. ledna do 30. června 2021, tedy v době, kdy v zemi dominovala varianta gama, velká studie účinnosti zahrnující 61 milionů jedinců. Předběžné údaje poukazují na výrazné snížení ochrany u lidí ve věku 90 let nebo starších, což lze přičíst stárnutí imunitního systému:
| Dávky | Závažnost onemocnění | Věk <60      | Věk 60–69    | Věk 70–79    | Věk 80–89     | Věk ≥90           |
| ----- | -------------------- | ------------ | ------------ | ------------ | ------------- | ----------------- |
| 1     | Bezpříznakové        | 14% (12–16%) | 15% (13–18%) | 25% (23–27%) | 2% (−3 to 6%) | −19% (−31 až 9%)  |
| 1     | Hospitalizace        | 34% (27–40%) | 30% (26–33%) | 33% (30–35%) | 8% (2–14%)    | −16% (−31 až 3%)i |
| 1     | Smrt                 | 42% (26–54%) | 36% (30–41%) | 38% (35–42%) | 10% (3–11%)   | −22% (−41 až 6%)i |
| 2     | Bezpříznakové        | 45% (43–46%) | 56% (54–57%) | 62% (61–63%) | 57% (55–60%)  | 32% (24–38%)i     |
| 2     | Hospitalizace        | 84% (81–87%) | 78% (76–80%) | 74% (73–75%) | 63% (60–66%)  | 33% (23–41%)      |
| 2     | Smrt                 | 77% (67–83%) | 79% (77–80%) | 78% (77–80%) | 67% (64–71%)  | 35% (24–45%)      |

```
i. Interval spolehlivosti zahrnuje nulu, takže je možné, že očkování nemělo žádný efekt.
```

### Specifické populace
Dne 21. října 2021 doporučila WHO třetí dávku jako součást úvodní kúry pro starší dospělé osoby v odstupu 3–6 měsíců po druhé dávce a pro jedince s oslabenou imunitou 1–3 měsíce po druhé dávce; obě tyto skupiny mají slabší imunitní odpověď ve srovnání se zdravými dospělými. Pokud jsou zásoby omezené, měla by být třetí dávka pro seniory podána, jakmile je dosaženo vysokého pokrytí dvěma dávkami.

## Výroba

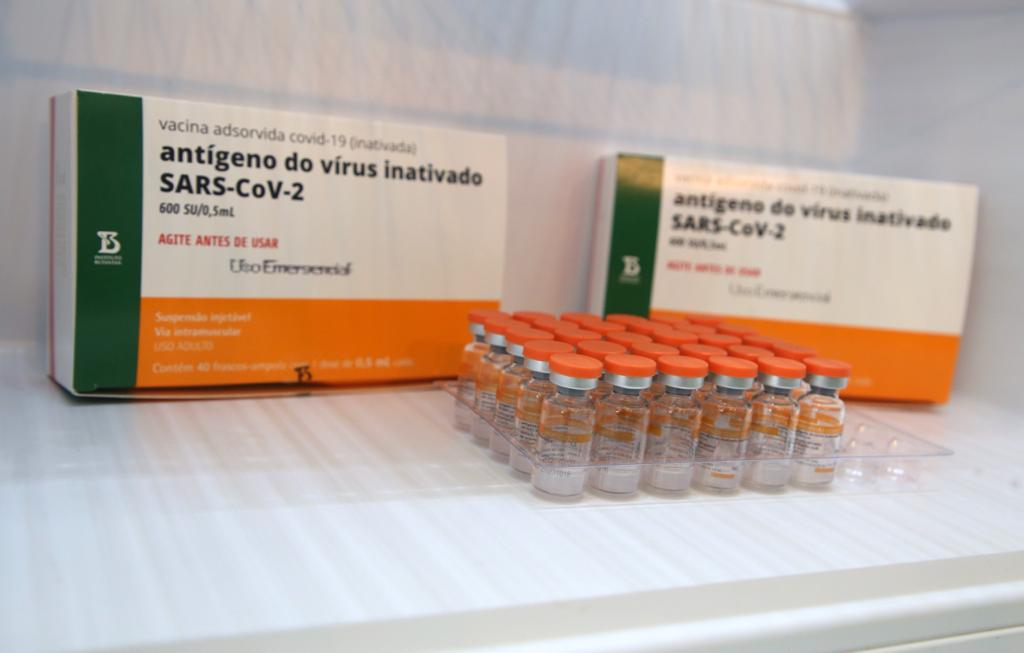
Brazilská verze CoronaVac, plněná a finalizovaná v Instituto Butantan

CoronaVac se vyrábí – podobně jako jiné inaktivované vakcíny typu Sinopharm BIBP a Covaxin, jakož i vakcíny proti obrně – tradiční technologií. Nejprve byl vzorek SARS-CoV-2 z Číny použit k vypěstování velkého množství viru pomocí vero buněk (epiteliální buňky opičích ledvin). Nato se viry nechají nasáknout beta-propiolaktonem, který je vyřadí z činnosti tím, že se naváže na jejich geny, zatímco ostatní části viru zůstávají nedotčené. Výsledné inaktivované viry jsou poté smíchány s adjuvans hydroxidem hlinitým.
Přípravek CoronaVac není potřeba mrazit a vakcínu i složky pro přípravu nových dávek lze přepravovat a uchovávat v chladničce při teplotách 2–8 °C, podobně jako vakcíny proti chřipce. Počítá se, že CoronaVac zůstane stabilní po dobu až tří let skladování, což se jeví jako určitá výhoda při distribuci vakcín do zemí s omezenými možnostmi chlazení.
V listopadu 2020 začal brazilský Instituto Butantan budovat zařízení na výrobu 100 milionů dávek CoronaVac ročně s předpokládaným datem dokončení v září 2021. Dne 10. prosince guvernér São Paula João Doria řekl, že v mezidobí, než dojde na lokální výrobu, se Instituto Butantan bude snažit naplnit a finalizovat 1 milion dávek vakcíny denně.
V dubnu 2021 společnost Sinovac uvedla, že její třetí výrobní závod pro CoronaVac je připraven a zahájil velkovýrobu složek vakcíny, čímž zdvojnásobil svou roční kapacitu na 2 miliardy dávek.
V dubnu 2021 společnost Bio Farma z Indonésie naplnila a finalizovala 35 milionů dávek CoronaVac. Potýkala se však s určitým zpožděním ve výrobě kvůli sníženému množství velkoobjemově dodávaných CoronaVac z Číny.
V květnu 2021 získala malajská společnost Pharmaniaga místní schválení pro plnění a konečnou úpravu CoronaVac.
V květnu 2021 byla licence na výrobu CoronaVac poskytnuta Turecku.
V květnu 2021 oznámilo Maďarsko dohodu o plnění a konečné úpravě CoronaVac s cílem případně jej vyrábět lokálně v novém závodě v Debrecenu.
V červnu 2021 oznámil Egypt, že do konce roku vyrobí asi 40 milionů dávek. Distribuce do dalších afrických zemí začne v srpnu a vakcína bude používána též lokálně.

## Historie

### Klinické testy

#### Fáze I–II
V dubnu 2020 zahájil CoronaVac v Číně zkoušky fáze I–II se 744 dospělými účastníky ve věku 18–59 let a v květnu zahájil zkoušky fáze I–II se 422 účastníky ve věku nad 60 let. Předběžné výsledky naznačují, že neutralizační protilátky klesly pod séropozitivní práh 6 až 8 měsíců po prvních dvou dávkách a že třetí dávka podaná 6 a více měsíců po druhé dávce vedla k opětovnému růstu jejich hladiny.
Ve studii fáze II, dokončené v červenci 2020 a zveřejněné v časopisu The Lancet, CoronaVac vyvolal vývoj specifických neutralizačních protilátek u 109 ze 118 účastníků (92 %) ve skupině s dávkou 3 μg, u 117 ze 119 (98 %) ve skupině s dávkou 6 μg, podle očkovacího schématu první dávka v den 0 a druhá 14. den. V režimu, kdy první dávka byla podána v den 0 a druhá 28. den, došlo k sérokonverzi u 114 účastníků ze 117 (97 %) ve skupině s dávkou 3 μg, 118 ze 118 (100 %) ve skupině s dávkou 6 μg. Výsledky fáze II pro starší dospělé, publikované v The Lancet, ukázaly, že CoronaVac byl bezpečný a dobře tolerovaný, přičemž hladina neutralizačních protilátek vyvolaných dávkou 3 μg se ve srovnání se situací u dávky 6 μg lišila minimálně.

#### Fáze III
V červenci 2020 zahájil Sinovac zkoušky fáze III za účelem hodnocení účinnosti a bezpečnosti u 9 000 dobrovolníků z řad zdravotnických profesionálů v Brazílii ve spolupráci s Butantan Institute. Dne 19. října řekl João Doria, guvernér São Paula, že první výsledky klinické studie provedené v Brazílii prokázaly, že mezi vakcínami testovanými v zemi je CoronaVac tou nejbezpečnější a nejslibnější z hlediska rychlosti imunizace. Dne 23. října São Paulo zvýšilo počet dobrovolníků v hodnocení na 13 000.
Dne 10. listopadu Brazílie krátce pozastavila zkoušky po sebevraždě jednoho dobrovolníka, načež v nich další den opět pokračovala. Sebevražda nesouvisela se zkoušením vakcíny.
V srpnu byl v Chile zahájen výzkum vedený Papežskou katolickou univerzitou v Chile, do kterého se mělo zapojit 3 000 dobrovolníků ve věku od 18 do 65 let.
V srpnu zahájil Sinovac v Indonésii zkoušky ve spolupráci s Bio Farma v Bandungu, do nichž se zapojilo 1620 dobrovolníků.
V září zahájilo Turecko studii s 13 000 dobrovolníky s odstupem obou dávek 14 dnů. Sledování probíhalo ve 25 centrech ve 12 městech po celé zemi.

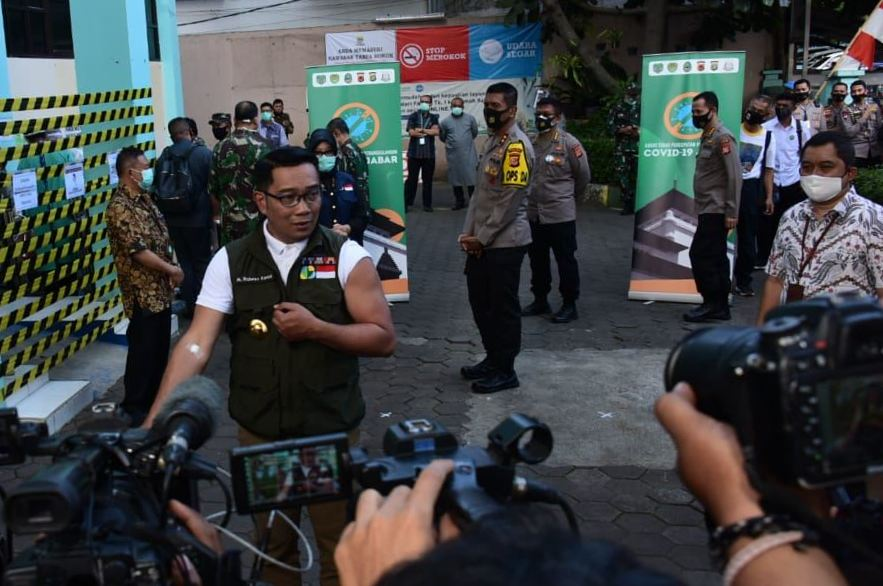
Guvernér Západní Jávy Ridwan Kamil se účastní studie fáze III vakcíny Sinovac COVID-19 v Indonésii.

V říjnu zahájil Sinovac v Číně zkoušky s 1040 dobrovolníky.
V dubnu 2021 zahájil Sinovac na Filipínách fázi II/III hodnocení pro osoby ve věku 60–80 let, do kterých se zapojilo 352 dobrovolníků.

#### Zkoušky pro děti a dorost
V září 2020 zahájil Sinovac v Číně hodnocení fáze I–II na dětech a dospívajících ve věku 3–17 let. V květnu 2021 začal studii fáze IIb s 500 účastníky z řad dětí a dospívajících ve věku 3–17 let. V červnu 2021 oznámil, že vakcína je pro tuto věkovou kategorii bezpečná a imunogenní.
V červenci zahájil Sinovac v Chile hodnocení fáze III se 14 000 účastníky z řad dětí a dospívajících a rozšířil věkovou hranici na věk od 6 měsíců do 17 let.

#### Výsledky zkoušek fáze III
Posouzení výsledků fáze III z Turecka zjistilo účinnost 83,5 %. Míra účinnosti se hodnotila na základě 41 nakažených, z nichž 32 dostalo placebo. Vakcína zabránila hospitalizaci a těžkému onemocnění ve 100 % případů, přičemž všech šest lidí, u nichž došlo k hospitalizaci, patřilo do skupiny s placebem. Konečné závěry vycházely z hodnocení 10 218 účastníků.
Výsledky fáze III z Brazílie, publikované v časopisu Lancet, ukázaly 50,7% ochranu před symptomatickým onemocněním a 83,7% ochranu před mírným průběhem vyžadujícím léčbu. Účinnost proti symptomatickému onemocnění se zvýšila na 62,3 %, když byl odstup mezi dávkami 21 dnů a více. Mezi 21. červencem a 16. prosincem 2020 se studie zúčastnilo celkem 12 396 dobrovolníků. Všichni účastníci dostali alespoň jednu dávku vakcíny nebo placeba. Z tohoto celkového počtu dostalo 9 823 účastníků obě dávky. Další výsledky, které publikoval Sinovac, vykazovaly účinnost 50,65 % ve všech symptomatických případech, 83,70 % u případů, které vyžadovaly lékařské ošetření, a 100,00 % u případů, které by patřily mezi těžké, vyžadující hospitalizaci a mající za následek smrt. Ve skupině s placebem (N=4870) bylo 168 případů s COVID, 30 z nich vyžadovalo lékařskou péči a 10 bylo závažných, včetně jednoho úmrtí. Ve skupině s vakcínou (N=4953) bylo 85 případů COVID pozitivních, 5 případů vyžadovalo lékařskou péči a nedošlo k vážným komplikacím ani úmrtí.
Předběžná zpráva z klinické studie fáze III v Chile zveřejněná 1. dubna 2021 odhalila, že CoronaVac je bezpečný a navozuje humorální a buňkami zprostředkovanou imunitu u dospělých (18–59 let) a starších osob (60 let a více); výsledek korespondoval s předchozí studií fáze II provedenou v Číně se stejnými věkovými skupinami a schématem imunizace sestávajícím ze dvou dávek s 14denním odstupem. Nežádoucí účinky byly mírné a lokální, většinou omezené na bolest v místě vpichu, která byla u dospělých celkem běžná. Míry sérokonverze u dospělých 14–28 dní po druhé dávce byly 95,6 % pro IgG specifický proti S1-RBD (doména vázající receptor podjednotky S1 spike proteinu) a 96 % pro neutralizující anti-S1-RBD IgG. U starších osob dosáhl vývoj specifických protilátek 100% hladiny za 14 dní, hladina S1-RBD specifického IgG dosáhla 87,5 % 28 dní po druhé dávce, neutralizující anti-S1-RBD IgG 90 % za 14 dní a 100 % za 28 dní po druhé dávce. Jak se ukázalo již u studií na zvířatech, vývoj specifických protilátek IgG proti N (nukleokapsid) proteinu byl slabý pro obě skupiny, ačkoli CoronaVac obsahuje značné množství N proteinu. Čtrnáct dní po podání obou dávek došlo k výraznému růstu počtu pomocných T lymfocytů (CD4+) vylučujících interferon gama, vyvolaný stimulací peptidy proteinu S a jiných virových částic. Odpověď na peptidy proteinu S byla však u starších osob snížena v důsledku přirozeného úbytku aktivovaných CD4+ T lymfocytů v této věkové skupině, jak se ukázalo i u studií s jinými vakcínami. Imunitní odpověď cytotoxických T lymfocytů (CD8+) nebyla tak silná. Pozorovaná odpověď CD4+ T lymfocytů se považuje za vyváženou a schopnou odstranění viru a je podobná jako u jiných vakcín proti covidu-19, například BNT162b1 a Convidecia.

#### Variabilita výsledků
Představitelé Brazílie uvedli, že nižší účinnost 50,4 % byla způsobena zahrnutím „velmi lehkých“ případů covid-19 mezi účastníky, kteří byli v dřívější analýze vynecháni. Před tímto zařazením institut oznámil účinnost 78 %. Ricardo Palácios, lékařský ředitel brazilského Instituto Butantan, uvedl, že relativně nízkou míru účinnosti SinoVac o hodnotě 50 % lze vysvětlit přísnějšími měřítky pro to, co se mezi účastníky studie počítalo jako infekce. Ústav rozdělil případy do šesti kategorií: asymptomatické, velmi mírné, mírné, dvě úrovně střední a těžké; první dva nevyžadovaly lékařskou pomoc. Existují následující možná vysvětlení nižší účinnosti: Účastníky studie byli z velké části zdravotníci ve frontové linii, kteří byli více vystaveni viru; druhá dávka vakcíny byla podána v kratším odstupu (2 týdny); započítávaly se velmi mírné případy; v populaci kolovala gama varianta (linie P.1) a nakažlivější mutace viru zřejmě lépe odolává imunitě.
Podle Dimase Covase, ředitele Instituto Butantan, byla brazilská skupina považována za náchylnější k infekci a byla vystavena větší virové zátěži. Složení dobrovolníků v tureckých a indonéských studiích fáze III více odpovídalo složení běžné populace.

#### Varianty
Dne 10. března Dimas Covas, ředitel Instituto Butantan, řekl, že CoronaVac je účinný proti třem variantám covidu-19 v zemi: alfa (linie B.1.1.7), beta (linie B.1.351) a linie B.1.1.28 (zjištěná v Brazílii), z níž vzešly gama a zeta (linie P.1 a P.2).
Předběžné výsledky z hodnocení velké studie zdravotníků naznačují, že v Manaus, kde více než 75 % nových případů způsobila vysoce nakažlivá gama varianta, poskytla jedna dávka CoronaVac asi 50% ochranu proti symptomatickému covidu-19.
V červnu thajské Ministerstvo veřejného zdraví uvedlo, že účinnost vakcíny proti infekci kmenem alfa je 71 %–91 %.
V červnu 2021 Reuters ohlásil, že se více než 350 z 5000 indonéských lékařů a zdravotníků v Kudus nakazilo kmenem delta přesto, že dostali CoronaVac; míra infekce se rovnala 7 %. V reakci na to Dicky Budiman, epidemiolog Griffith University, zpochybnil účinnost vakcíny CoronaVac proti této variantě; obecně však doporučil, aby se lidé touto vakcínou nadále nechali očkovat; vyjádřil „důvěru, že Sinovac do určité míry proti nové variantě chrání“. Uvedl, že situace byla způsobena různými okolnostmi, včetně „nedostatku vhodných ochranných pomůcek a celkové situace v Indonésii“. Naprostá většina nakažených nevykazovala závažné příznaky a zotavila se bez nutnosti hospitalizace.

### Oprávnění
Světová zdravotnická organizace (SZO) schválila vakcínu proti covidu-19 Sinovac-CoronaVac pro nouzové použití dne 1. června 2021. Vzhledem k omezenému množství důkazů účinnosti pro jiné skupiny než pro zdravé dospělé, které byly v době schválení k dispozici, bylo dáno doporučení. Strategická poradní skupina odborníků SZO vyjádřila velkou důvěru v účinnost vakcíny pro dospělé, střední důvěru v účinnost pro starší dospělé a pro jedince s komorbiditami, střední důvěru v její bezpečnost pro dospělé a nízkou důvěru ohledně její bezpečnosti pro starší osoby a pro jedince postižené souběžným onemocněním.
Koncem srpna 2020 Čína schválila CoronaVac pro nouzové použití k očkování vysoce rizikových skupin, jako je zdravotnický personál. Na začátku února schválila CoronaVac pro všeobecné použití. Dne 5. června 2021 schválila CoronaVac pro nouzové použití u dětí a dospívajících ve věku 3–17 let.
V lednu 2021 povolila používání CoronaVac Bolívie.
V dubnu schválila nouzové použití CoronaVac Panama.
Dne 4. května zahájil Výbor pro humánní léčivé přípravky EMA průběžnou kontrolu CoronaVac pro použití v Evropské unii.
V červnu schválil vakcínu Bangladéš, ovšem pro nouzové použití.

## Společnost a kultura

### Ekonomika
K 7. červenci 2021 byl CoronaVac s 943 miliony dodaných dávek celosvětově nejrozšířenější vakcínou proti covidu-19. V červenci podepsal Sinovac obchodní smlouvy se společností GAVI a zavázal se dodat ve třetím čtvrtletí roku 2021 50 milionů dávek programu COVAX a do první poloviny roku 2022 celkově až 380 milionů dávek.

#### Asie
V lednu zahájil Ázerbájdžán svou očkovací kampaň s CoronaVac. Země zakoupila 4 miliony dávek z Turecka a 5 milionů dávek z Číny.
V květnu dostala Arménie z Číny 100 000 dávek.
V únoru schválila Kambodža CoronaVac pro nouzové použití a v březnu zahájila očkování. Do července obdržela 10,5 milionu dávek.
V říjnu podepsala Saúdská Arábie dohodu o distribuci CoronaVac 7 000 zdravotníků poté, co provedla hodnocení fáze III u Saúdskoarabské národní gardy.
V listopadu podepsalo Turecko smlouvu o nákupu 50 milionů dávek CoronaVac. Země schválila nouzové použití 13. ledna a prezident Recep Tayyip Erdoğan dostal svou první dávku v Městské nemocnici Ankara. V únoru podepsalo Turecko kontrakt na dalších 50 milionů dávek, celkem tedy 100 milionů dávek. Do března bylo podáno 10,7 milionu dávek a z 1,3 milionu lidí, kteří dostali obě dávky, došlo později k nákaze u 852. Padesát tři osob bylo hospitalizováno, ale žádný z hospitalizovaných nebyl intubován ani nezemřel.
V prosinci objednal Hongkong 7,5 milionu dávek CoronaVac. Očkovací kampaň s CoronaVac začala 26. února.
Do prosince 2020 podepsala Indonésie dohody o 140 milionech dávek CoronaVac. Dne 11. ledna schválila povolení k nouzovému použití a prezident Joko Widodo dostal první dávku vakcíny. Do června Indonésie obdržela 118,7 milionu dávek ve velkoobjemových dodávkách.
V lednu objednala Malajsie 12 milionů dávek, které byly v březnu schváleny pro nouzové použití. Ministr pro vědu, technologie a inovace Khairy Jamaluddin dostal v rámci očkovací kampaně první dávku.
V březnu Kazachstán objednal 3 miliony dávek, z nichž 500 000 dorazilo v červnu a bylo schváleno k použití Ministerstvem zdravotnictví.
V květnu obdržel první várku vakcíny Omán.
V dubnu udělil Pákistán povolení k nouzovému použití CoronaVac a do července obdržel 14,5 milionu dávek.
V lednu oznámily Filipíny, že země zajistila 25 milionů dávek. Vakcína byla schválena 22. února, ale ne pro všechny zdravotníky, protože u zdravotníků vykazovala nižší ochranu ve srovnání s účinkem u zdravých jedinců ve věku 18–59 let. Prvních 600 000 dávek CoronaVac dorazilo 28. února a do června země obdržela 7,5 milionu dávek.
Singapur podepsal předběžné kupní smlouvy na CoronaVac. V únoru dorazily první dávky a v červnu bylo schváleno použití vakcíny cestou zvláštního přístupu (prostřednictvím soukromých zdravotnických zařízení).
V květnu oznámilo tádžické Ministerstvo zdravotnictví, že by měli dostat 150 000 dávek.
V únoru schválilo Thajsko nouzové použití a dne 27. února zahájilo svůj očkovací program. Do června dostalo Thajsko 10,5 milionu dávek.
V květnu 2021 zahájila Gruzie očkování vakcínou CoronaVac, jíž do července obdržela 1 milion dávek.
V květnu 2021 obdržel dodávku CoronaVac Turkmenistán.
V květnu 2021 společnost AKIPress oznámila, že Uzbekistán plánuje používat CoronaVac.
V říjnu 2021 Singapur zahrnul CoronaVac do svého národního očkovacího programu pro ty lidi ve věku 18 let a více, kteří nemohou dostat mRNA vakcíny kvůli alergiím nebo závažným nežádoucím reakcím po první dávce.

#### Afrika
V březnu dostal Benin 203 000 dávek vakcíny a 29. března zahájil očkování s prioritou pro zdravotníky, lidi nad 60 let a pacienty se souběžným onemocněním.
V dubnu obdržela Botswana 200 000 dávek CoronaVac jako dar a zakoupila dalších 200 000 dávek, které chce použít v očkovacím programu.
V březnu dostalo Džibuti 300 000 dávek vakcíny.
V dubnu schválil Egypt nouzové použití vakcíny.
Guinea zakoupila a v dubnu obdržela 300 000 dávek vakcíny.
V dubnu obdržela Libye 150 000 dávek CoronaVac z Turecka.
V dubnu dostalo Somálsko 200 000 dávek vakcíny.
V červenci schválila Jihoafrická republika CoronaVac pro nouzové použití a v brzké době očekává 2,5 milionu dávek.
V dubnu dostalo Togo 200 000 dávek vakcíny.
V březnu schválilo tuniské Ministerstvo zdravotnictví registraci pro CoronaVac a 25. března dorazilo prvních 200 000 dávek.
V březnu schválilo Zimbabwe nouzové použití a 30. března dorazil první milion dávek.

#### Evropa
V březnu zahájila Albánie svou očkovací kampaň zaměřenou hlavně na CoronaVac, týden poté, co zajistila 1 milion dávek z Turecka.
Do června obdržel Severní Kypr darem od Turecka 190 000 dávek.
V březnu darovalo Turecko 30 000 dávek Bosně.
V červnu dostala Severní Makedonie darem 30 000 dávek od Turecka a zakoupila dalších 500 000 dávek.
V březnu udělila Ukrajina souhlas s používáním CoronaVac. Ukrajinská farmaceutická společnost Lekhim uzavřela dohodu o dodání 5 milionů dávek. Do června obdržela 1,7 milionu dávek.
V dubnu zakoupilo Moldavsko 400 000 dávek vakcíny.

#### Jižní Amerika

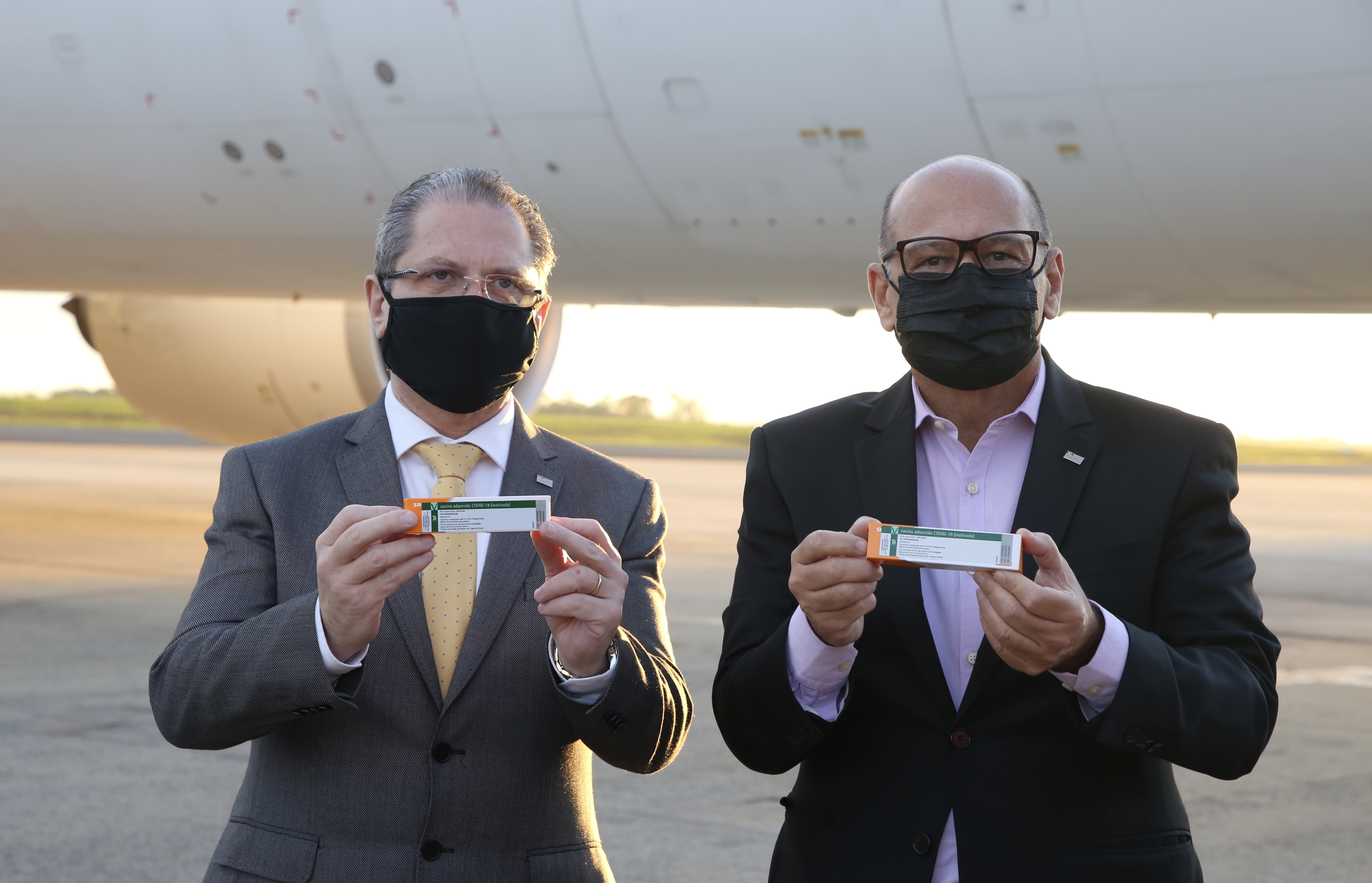
Státní tajemník zdravotnictví São Paulo Jean Gorinchteyn (vlevo) a Dimas Covas, předseda Instituto Butantan (vpravo), drží jednodávkové předplněné injekční stříkačky CoronaVac, součást čtvrté zásilky vakcíny vyrobené Sinovacem, která je na cestě do Brazílie

João Doria, guvernér São Paula v Brazílii, podepsal v září kupní smlouvu v ceně 90 milionů dolarů se společností Sinovac; jednalo se o dodávku prvních 46 milionů dávek CoronaVac. Cena za vakcínu byla stanovena na 10,3 USD (asi 59 R$). V lednu Brazílie oznámila, že by chtěla zajistit celkem 100 milionů dávek. Dne 17. ledna schválila brazilská zdravotní regulační agentura Anvisa nouzové použití vakcíny. Na začátku února Brazílie uvedla, že má v úmyslu přikoupit dalších 30 milionů dávek ke stávajícím 100 milionům. Do začátku dubna bylo podáno celkem 39,7 milionu dávek.
V říjnu Chile podepsalo dohodu o nákupu 20 milionů dávek vakcíny, která byla schválena pro nouzové použití dne 20. ledna. Do začátku března obdržela země 10 milionů dávek CoronaVac a naočkovalo se 4,1 milionu lidí.
V únoru Kolumbie zakoupila 5 milionů dávek a zahájila jednání o dalších 5 milionech dávek. CoronaVac byl schválen pro nouzové použití 5. února.
V únoru Ekvádor podepsal dohodu o 2 milionech dávek vakcíny, kterou země schválila pro nouzové použití; první milion dávek dorazil začátkem dubna.
V březnu obdržela Paraguay dar ve výši 20 000 dávek z Chile. Paraguay zahájila očkování vakcínou CoronaVac 10. března.
V lednu koupila Uruguay 1,75 milionu dávek, z nichž prvních 192 000 dorazilo 25. února a očkování začalo 1. března.

#### Severní Amerika
Do června obdržela Dominikánská republika 7,8 milionu dávek z celkové objednávky 10 milionů dávek.
V březnu obdržel El Salvador 1 milion dávek CoronaVac z celkové objednávky na 2 miliony dávek. Učitelé z veřejného sektoru měli dostat první dávku mezi 30. březnem a 5. dubnem.
V únoru schválilo Mexiko nouzové použití vakcíny. Země objednala 20 milionů dávek, z nichž 7 milionů obdržela do května.

#### Oceánie
V březnu Fidži uvedlo, že obdrží vakcínu darem.

### Kontroverze

#### Politizace
CoronaVac prosazoval João Doria, guvernér São Paula. Politické zúčtování začalo v říjnu 2020, kdy brazilský prezident Jair Bolsonaro vetoval dohodu mezi brazilským Ministerstvem zdravotnictví a vládou v São Paulu o nákupu 46 milionů dávek vakcíny. Poté, co Instituto Butantan oznámil data o účinnosti vakcíny, zesměšnil Bolsonaro její význam v boji s covidem-19.
V březnu 2021 institut pro průzkum veřejného mínění Paraná Pesquisas zjistil, že Brazilci upřednostňují vakcíny CoronaVac a Oxford–AstraZeneca, které by volilo 23,6 % a 21,2 % dotázaných Brazilců, oproti 11,3 % těch, kteří by dali přednost vakcíně Pfizer–BioNTech. Během parlamentního vyšetřování pandemie v Brazílii senátoři vyjádřili, že protičínská rétorika přispěla ke zpoždění přístupu k vakcínám v Brazílii.

#### Zpoždění ve zveřejňování výsledků
Dne 23. prosince 2020 vědci v Brazílii uvedli, že účinnost vakcíny byla více než 50 %, ale na žádost firmy Sinovac tajili úplné výsledky. To vyvolalo otázky ohledně transparentnosti studie, protože se jednalo o třetí opožděné zveřejnění výsledků. Vědci uvedli, že nedostatek transparentnosti ohrožuje důvěryhodnost vakcíny.